# Kathy Sierra
Kathy Sierra (Fresno, 1957) é uma instrutora de programação e desenvolvedora de jogos americana.

## Educação e carreira
Sierra frequentou a Cal Poly San Luis Obispo com especialização em fisiologia do exercício e passou dez anos trabalhando na indústria fitness. Ela mudou de carreira após frequentar aulas de programação na UCLA, retornando mais tarde para dar um curso sobre "interatividade de novas mídias" para a UCLA Extension. Ela liderou a equipe de novas mídias na Mind over Macintosh, um centro de treinamento de Los Angeles que fornecia treinamento para empresas de publicidade e entretenimento adaptando tecnologias digitais em meados da década de 1990. Ela foi a programadora líder nos jogos de computador Terratopia, um jogo de aventura infantil de 1998 lançado pela Virgin Sound & Vision, e Todos os Cães Merecem o Céu, um jogo baseado no filme lançado como um cereal premium gratuito pela MGM. Ela também trabalhou como instrutora mestre para a Sun Microsystems, ensinando instrutores Java a introduzir novas tecnologias Java e desenvolvendo exames de certificação. Em 1998, ela fundou a comunidade online de programadores Java JavaRanch.
Ela é a co-criadora da série de livros Head First sobre tópicos técnicos (principalmente de informática), junto com seu parceiro, Bert Bates. A série, que começou com Head First Java em 2003, adota uma abordagem pouco ortodoxa e visualmente intensiva para o processo de ensino de programação. Os livros de Sierra na série receberam três indicações para o Product Excellence Jolt Awards, vencendo em 2005 para Head First Design Patterns, e foram reconhecidos na lista anual dos dez melhores livros de informática da Amazon de 2003 a 2005. Em 2005, ela cunhou a frase "The Kool-Aid Point" para descrever o ponto em que os detratores emergem puramente devido à popularidade de um tópico promovido por outros.
Sierra diz que seu interesse em ciência cognitiva foi motivado por sua epilepsia, uma condição para a qual ela toma medicamentos anticonvulsivantes. "Meu interesse no cérebro começou quando tive minha primeira convulsão de grande mal aos quatro anos de idade", ela escreveu em seu weblog pessoal.
Depois de anos de ausência na Internet aberta, em julho de 2013 ela lançou o site "Serious Pony", incluindo um blog, juntamente com uma conta no Twitter, embora em outubro de 2014 esta última tenha sido excluída devido ao assédio contínuo.